# Andrzej Jan Szwarc
Andrzej Jan Szwarc (ur. 25 maja 1939 w Kole) – polski prawnik i nauczyciel akademicki, profesor nauk prawnych, w latach 2007–2011 sędzia Trybunału Stanu.

## Życiorys
W 1961 ukończył studia na Wydziale Prawa i Administracji Uniwersytetu im. Adama Mickiewicza w Poznaniu. Na tej samej uczelni w 1970 został doktorem nauk prawnych, a w 1978 uzyskał stopień doktora habilitowanego. Tytuł profesora nauk prawnych otrzymał w 1993.
W 1961 został zatrudniony na Wydziale Prawa i Administracji UAM, w 1991 został profesorem nadzwyczajnym, a w 1998 objął stanowisko profesora zwyczajnego. Był kierownikiem Katedry Prawa Karnego. W latach 2004–2008 był dziekanem WPiA. Obejmował też stanowiska profesorskie w Akademii Wychowania Fizycznego im. Eugeniusza Piaseckiego w Poznaniu, Collegium Polonicum w Słubicach oraz Wyższej Szkole Bankowej w Poznaniu.
W pracy badawczej zajął się głównie międzynarodowym prawem karnym, prawem karnym i prawem sportowym. Między 1996 a 2013 promotor ośmiu przewodów doktorskich. Prezes Polskiego Towarzystwa Prawa Sportowego. W latach 1995–2005 był członkiem i prezesem Trybunału Arbitrażowego ds. Sportu przy Polskim Komitecie Olimpijskim.
W styczniu 2007 został członkiem Trybunału Stanu z rekomendacji posłów PSL. Ponownie na tę funkcję powołał go Sejm VI kadencji. Był członkiem Komitetu Nauk Prawnych Polskiej Akademii Nauk,

## Odznaczenia i wyróżnienia
- Krzyż Kawalerski Orderu Odrodzenia Polski (1994)[4]
- Złoty Krzyż Zasługi (1982)[3]
- Brązowy Krzyż Zasługi (1977)[3]
- Krzyż Oficerski Orderu Zasługi Republiki Federalnej Niemiec (2003)[3]
- Tytuł doktora honoris causa Uniwersytetu Europejskiego Viadrina we Frankfurcie nad Odrą (2008)